# Poljna
Poljna (cyr. Пољна) – wieś w Serbii, w okręgu rasińskim, w gminie Trstenik. W 2011 roku liczyła 1063 mieszkańców.